# Igor Duljaj
Igor Duljaj (Topola, 29. listopada 1979.) srbijanski je nogometni trener i bivši nogometaš.
Igrao je šest godina za ukrajinski klub Šahtar Donjeck, gdje je prešao iz Partizana za 4 milijuna eura 2003. godine. Igrao je u veznom redu.
Igor Duljaj je 47 puta nastupio za reprezentaciju Srbije i Crne Gore.